# Ryan Tedder
Ryan Benjamin Tedder, född 26 juni 1979 i Tulsa, Oklahoma, är en amerikansk musiker och sångare. Han spelar bland annat gitarr och piano. Han är frontman i OneRepublic. 
Ryan Tedder är grammynominerad för sin producering och sångskrivartalang. Han blev uppmärksammad efter att ha medverkat i en talangtävling på MTV när han var 21 år gammal. 
RnB & hiphop-producenten Timbaland tog honom under sina vingar och 2007 släppte hans band sitt första album; Dreaming Out Loud.

## Diskografi
Som bidragande artist (singlar)
- 2010 – "Good in Goodbye" (Wynter Gordon med Ryan Tedder)
- 2010 – "She Tried" (Bubba Sparxxx med Ryan Tedder)
- 2011 – "Rocketeer" (Far East Movement med Ryan Tedder)
- 2011 – "Calling (Lose My Mind)" (Sebastian Ingrosso och Alesso med Ryan Tedder)
- 2011 – "Save Some" (Glacier Hiking med Ryan Tedder)
- 2011 – "The Fighter" (Gym Class Heroes med Ryan Tedder)
- 2016 – "The Missing" (Cassius med Ryan Tedder och Jaw)
- 2018 – "One Day" (Logic med Ryan Tedder)

Gästuppträdande
- 2006 – "Switch On", "The Way I Feel" och "Not Over" (Paul Oakenfold med Ryan Tedder på albumet A Lively Mind)
- 2007 – "Thrill Is Gone" (Baby Bash med Ryan Tedder på albumet Cyclone)
- 2011 – "Is This All" (Vanness Wu med Ryan Tedder på albumet C'est La "V")
- 2012 – "Never Let You Go" (B.o.B med Ryan Tedder på albumet Strange Clouds)
- 2012 – "Lost at Sea" (Zedd med Ryan Tedder på albumet Clarity)
- 2014 – "S.T.O.P." (David Guetta med Ryan Tedder på albumet Listen)
- 2015 – "Scars" (Alesso med Ryan Tedder på albumet Forever)

## Låtskrivare och producent
Ryan Tedder har skrivit och producerat singlar med artister som: U2, Adele, Beyoncé, Maroon 5, Demi Lovato, Ariana Grande, Kelly Clarkson, Jennifer Lopez, Westlife, Hilary Duff, Ed Sheeran, Big Time Rush, Camila Cabello, Taylor Swift, Leona Lewis, Zedd, Shawn Mendes, Foster the People, Logic, Hailee Steinfeld, MØ, Birdy, Alsou, Carrie Underwood, Jennifer Hudson, Alexandra Burke, Backstreet Boys, David Cook, Jordin Sparks, A.J. McLean, Chris Cornell, Ashley Tisdale, Ludacris, Gavin DeGraw, James Blunt, James Morrison, Timbaland, Bubba Sparxxx, Dima Bilan, Shayne Ward, Esmée Denters, Clay Aiken, Tatu, Ashanti, Natasha Bedingfield, Whitney Houston, Charice, Sugababes, Daughtry, Mario, Tamar Kaprelian, Tiësto och Paul McCartney.